# اس‌اس اروپا (۱۹۲۸)
اس‌اس اروپا (۱۹۲۸) (به انگلیسی: SS Europa (1928)) یک کشتی بود که طول آن ۹۳۶٫۷ فوت (۲۸۵٫۵ متر) بود. این کشتی در سال ۱۹۲۸ ساخته شد.